# Eguenigue
Eguenigue es una comuna francesa situada en el departamento del Territorio de Belfort, de la región de Borgoña-Franco Condado.
Los habitantes se llaman Eguenignons.

## Geografía
Está ubicada a 7 km al este de Belfort.

## Demografía
| 129 | 142 | 208 | 229 | 292 | 283 | 267 | 281 |
| Para los censos de 1962 a 1999 la población legal corresponde a la población sin duplicidades (Fuente: INSEE [Consultar]) |     |     |     |     |     |     |     |